# (8538) Gammelmaja
(8538) Gammelmaja (1993 FR26) – planetoida z pasa głównego asteroid okrążająca Słońce w ciągu 5,24 lat w średniej odległości 3,02 au. Odkryta 21 marca 1993 roku. Nazwana na cześć starej Mai (szw. Gammel Maja) – kotki występującej w serii książek dla dzieci o Filonku Bezogonku.